# Syedra parvula
Espèce
Syedra parvula est une espèce d'araignées aranéomorphes de la famille des Linyphiidae.

## Distribution
Cette espèce est endémique de Malte.

## Description
La femelle holotype mesure 1,44 mm.

## Publication originale
- Kritscher, 1996 : Ein Beitrag zur Kenntnis der Spinnen-Fauna der Maltesischen Inseln (Chelicerata: Araneae). Annales des naturhistorischen Museums in Wien, sér. B, vol. 98, p. 117-156 (texte intégral).